# British Academy of Film and Television Arts
British Academy of Film and Television Arts (BAFTA) és una organització que reuneix a les personalitats de les indústries cinematogràfica, televisiva i dels videojocs al Regne Unit. L'acadèmia és composta, en el seu conjunt, d'aproximadament 6.500 membres que tenen com a objectiu "motivar i inspirar a aquells que treballen en el cinema, la televisió o el món dels videojocs, i educar aquells que en fan ús".
L'acadèmia es va crear el 16 d'abril de 1947 en una reunió que va tenir lloc en el Hyde Park Hotel de Londres. El seu primer president va ser el director de cinema David Lean.
Aquesta associació concedeix anualment els premis BAFTA, per reconèixer qui ha contribuït a l'avenç de la cinematografia britànica. En coincidir molts dels seus membres amb els acadèmics amb dret a vot als Oscars, les candidatures d'ambdós premis sovint solen coincidir, amb el qual es converteixen en una bona pedra de toc per a la cerimònia dels Oscars.